# Миколайчук Олег Вікторович
Олег Вікторович Миколайчук (псевдонім — Миколайчук-Низовець; нар. 2 травня 1965, смт Донецький (з 2020 року — Кадіївської міської територіальної громади Алчевського району), Луганська область, Українська РСР, СРСР) — український драматург, кіносценарист та журналіст, член Національної спілки письменників України (1982), Ґран-Прі за кращу виставу сучасної української драми «Оноре, а де Бальзак?» (Київ, 1999, Перше місце, у співавторстві), переможець та лауреат низки міжнародних конкурсів, зокрема «Teatr on-line» за п'єсу «Зніміть з небес офіціанта» (Мінськ, 2004, 3-є місце), «Українська революція 1917—1921 років» за п'єсу «1921. Яблука Симиренка» (Київ, 2018, 1-е місце).

## Життєпис
Олег Миколайчук народився 2 травня 1965 у селищі Донецький на Луганщині. У 1990 році закінчив факультет журналістики Київський державний університет імені Тараса Шевченка. Починав трудову діяльність кореспондентом в редакціях газет та журналів. Потім працював редактором на телебаченні («ICTV» та «5 канал»). У 2014 році обійняв посаду ученого секретаря Національного центру театрального мистецтва імені Леся Курбаса у Києві. Працює науковим співробітником у драматургічній лабораторії НЦТМ імені Леся Курбаса.

## Творчість
Олег Миколайчук дебютував у 1993 році екранізованими кіносценаріями «Видряпатися на попа» та «Український Соломон, або Козацький суд та правда». Перший літературний твір Олега Миколайчука вміщено 1998 року в антології молодої драматургії «У чеканні театру» («Смолоскип»). У подальшому твори автора публікувалися в антологіях у збірках сучасної української драматургії «Страйк ілюзій» («Основи», 2004), «Потойбіч паузи» («Фенікс», 2005), «13 сучасних українських п'єс» (2013), «Таїна буття» (2015; усі — Київ) тощо. Крім того, у 2004 році він опублікував у співавторстві окремою збіркою кіноповість «Дикі попи».
Драматург здійснив постановки п'єс, ще з 1990-х років: п'єси «Оноре, а де Бальзак?» — у Київському театрі «Сузір'я». Також — «Ассо та Піаф» (у театрах Києва та Вінниці), «Дикий мед у рік Чорного півня», «Останній зойк матріархату», «Зніміть з небес офіціанта», «Алхімія Карла XII, короля Швеції», «Територія Б» у кількох містах України і за кордоном, зокрема в Словаччині (м. Пряшів), Білорусі та США (м. Чикаго). Окремі твори Олега Миколайчука перекладено англійською, французькою, сербською, македонською (п'єса «Дикий мед у рік Чорного півня» в збірці «Антологиjа на украински драми» в Македонії (Скоп'є, 2014)) та французькою мовами.
була (2009).

## Родина
Одружений. У шлюбі народилася донька.

## Нагороди та визнання
- 1999 — перша премія на фестивалі сучасної української драматургії (Київ) за п'єсу «Оноре, а де Бальзак?»;
- 2004 — лауреат Міжнародного фестивалю театрального мистецтва у Білорусі (Мінськ) за драму «Зніміть з небес офіціанта»;
- 2008 — лауреат радіо-конкурсу «Відродимо забутий жанр» (Київ) за п'єсу «Дикий мед у рік Чорного півня»;
- 2009 — лауреат конкурсу «Коронація слова» за історичну драму «Алхімія Карла XII, короля Швеції»;
- 2011 — приз журналістських симпатій на театральному фестивалі «Коломийські представлення» (Коломия) за п'єсу «Дикий мед у рік Чорного півня»;